# Hallo
Hallo es el primer EP de Mäbu y fue publicado por Warner Music Group en 2010. Actualmente este álbum está disponible en formato de CD y en tiendas en línea. El EP está compuesto por cinco canciones de las cuales "Love Song" y "Promesas que no valen nada" son covers. Fue producido por Mäbu junto a los técnicos Hadrien Fregnac y Danny Richter. Aunque no consta exactamente como un sencillo porque forma parte de un EP, la canción "Hallo", fue lanzada junto con un videoclip para promocionar el EP.
- Datos: Q5891515